# 브리언 글리슨
브리언 글리슨(영어: Brian Gleeson, 1987년 11월 14일 ~ )은 아일랜드의 배우로, 브렌던 글리슨의 아들이며 도널 글리슨의 동생이다.

## 출연 작품

### 영화
- 웨이크 우드 (2010)
- 더 이글 (2011)
- 스노우 화이트 앤 더 헌츠맨 (2011) - 거스 역
- 어쌔신 크리드 (2016)
- 로건 럭키 (2017) - 샘 뱅 역
- 마더! (2017)
- 팬텀 스레드 (2017) - 의사 로버트 하디 역
- Psychic (2018) - 단편
- 헬보이 (2019)